# Quena
La quena, del quítxua: qina, o flauta dels Andes és un instrument de vent, semblant a la flauta. El seu origen es remunta a l'època precolombina als Andes. Està formada per una sola estructura tubular de canya de bambú amb dues apertures verticals i sis forats frontals. Ens els seus orígens era una flauta que contenia entre quatre i set forats, amb certes similituds amb el shakuhachi japonès. Es feien majoritàriament a partir de la canya, tot i que també s'utilitzaven ossos, fang o plomes de Còndor dels Andes. La seva evolució va permetre anar passant de melodies pentatòniques a diatòniques, fins a arribar a interpretar qualsevol escala cromàtica i, a partir d'elles, qualsevol classe de melodia. Avui en dia se segueix utilitzant a moltes zones del Perú i de Bolívia, encara que, en fer-se internacionalitzat la música dels Andes, s'utilitza en tot el món per nombroses grups musicals.